# Tunelowa Góra
Tunelowa Góra (373 m n.p.m.) – wzniesienie w południowo-zachodniej Polsce, w Górach Bardzkich, w Sudetach Środkowych.

## Położenie i opis
Wzniesienie położone jest w północno-zachodniej części Grzbietu Wschodniego Gór Bardzkich, nad Przełomem Bardzkim, na południowy zachód od Barda. Górę w dziejach nazywano: Prause Berg, Tunnelberg.
Wzniesienie o kształcie kopca z niewyraźnie zaznaczonym wierzchołkiem i stromymi zboczami leży w zakolu Nysy Kłodzkiej, w jej przełomie, po południowej (prawej) stronie rzeki. Od wschodu górę od Brony oddziela krótka, stroma dolina potoku górskiego Węglówka. Wzniesienie stanowi zakończenie długiego, bocznego ramienia w Grzbiecie Wschodnim, odchodzącego na północny zachód od Łaszczowej i Mysiej Góry, przez Dębowinę, Kozi Grzbiet i opadającego w stronę Barda.
Góra zbudowana jest z dolnokarbońskich szarogłazów, zlepieńców i łupków ilastych struktury bardzkiej.
Szczyt i zbocza wzniesienia porasta las mieszany z przewagą liściastych gatunków drzew. Dolną część zajmują użytki rolne, z odnowieniami lasu.
U podnóża północno-wschodniego i wschodniego zbocza rozłożone są zabudowania Barda, a u północnego i północno-zachodniego podnóża stoją domy należące do wsi Opolnica. Wierzchołek i część grzbietu zajmuje rozległy park pałacowy, którego wschodnim skrajem przechodzi ruchliwa droga krajowa nr 8. Przez masyw góry przechodzi tunel linii kolejowej, łączącej Wrocław z Kłodzkiem.

## Historia
W połowie XIX wieku właściciel pobliskiej Opolnicy na Tunelowej Górze zbudował pałac i założył park przypałacowy. Obecnie w pałacu mieści się Dom Pomocy Społecznej dla Dzieci „Zamek". W latach 1871–1875 w zboczu góry, prawie pod pałacem, wydrążono tunel kolejowy. Prace prowadzono równocześnie z obu stron, przebicie tunelu nastąpiło 2.12.1873 r. Od czasu budowy tunelu, zaczęto używać nazwy szczytu Tunelowa Góra. Dawniej wzniesienie z zespołem pałacowym stanowiło atrakcję krajoznawczą i turystyczną. Prowadziły tamtędy trasy turystyczne na Przełęcz Łaszczową i Przełęcz Bardzką.